# The Judge
The Judge är en amerikansk dramafilm från 2014 i regi av David Dobkin, med bland andra Robert Downey, Jr., Robert Duvall och Billy Bob Thornton i rollerna. Duvall nominerades till en Oscar för bästa manliga biroll vid Oscarsgalan 2015, men förlorade till Whiplash (J.K. Simmons).

## Handling
Efter att ha lämnat sin gamla hemstad Carlinville, Indiana för flera år sedan har Hank Palmer blivit en framgångsrik försvarsadvokat i Chicago. Men när Hank mitt under en rättegång plötsligt får veta att hans mor har avlidit går han motvilligt med på att återvända till Carlinville för att närvara på sin mors begravning. Men precis när Hank ska resa tillbaka till Chicago dagen därpå arresteras hans far Joseph, som är Carlinvilles domare, misstänkt för mord. Mordoffret är Mark Blackwell, en nyligen frisläppt morddömd man som Joseph själv dömde. Hank bestämmer sig för att försvara sin far och komma fram till sanningen samtidigt som han försöker återknyta kontakten med sin familj och den stad som han lämnade för länge sedan.

## Rollista i urval
- Robert Downey, Jr. - Henry "Hank" Palmer
- Robert Duvall - domare Joseph Palmer
- Vera Farmiga - Samantha "Sam" Powell
- Vincent D'Onofrio - Glen Palmer
- Jeremy Strong - Dale Palmer
- Dax Shepard - C.P. Kennedy
- Leighton Meester - Carla Powell
- Billy Bob Thornton - Dwight Dickham
- Ken Howard - domare Sanford Warren
- Emma Tremblay - Lauren Palmer
- Balthazar Getty - vicesheriff Hanson
- David Krumholtz - Mike Kattan
- Grace Zabriskie - Mrs. Blackwell
- Denis O'Hare - Doc Morris
- Sarah Lancaster - Lisa Palmer
- Matt Riedy - sheriff Earl White
- Mark Kiely - Mark Blackwell
- Daryl Edwards - domare Stanley Carter

## Utmärkelser
| Priser och nomineringar      | Priser och nomineringar | Priser och nomineringar | Priser och nomineringar | Priser och nomineringar |
| Utmärkelse                   | Kategori                | Mottagare               | Resultat                |                         |
| ---------------------------- | ----------------------- | ----------------------- | ----------------------- | ----------------------- |
| Oscar                        | Bästa manliga biroll    | Robert Duvall           | Nominerad               |                         |
| Golden Globes                | Bästa manliga biroll    | Robert Duvall           | Nominerad               |                         |
| Screen Actors Guild Awards   | Bästa manliga biroll    | Robert Duvall           | Nominerad               |                         |
| Critics' Choice Movie Awards | Bästa manliga biroll    | Robert Duvall           | Nominerad               |                         |
| Satellite Awards             | Bästa manliga biroll    | Robert Duvall           | Nominerad               |                         |
| Satellite Awards             | Bästa filmmusik         | Thomas Newman           | Nominerad               |                         |